# گورستان وروی
قبرستان وروی مربوط به مفرغ است و در شهرستان مهران، بخش ملکشاهی، دهستان گچی، ۶۰۰ متری شرق روستای وروی واقع شده و این اثر در تاریخ ۲۶ اسفند ۱۳۸۶ با شمارهٔ ثبت ۲۲۱۴۶ به‌عنوان یکی از آثار ملی ایران به ثبت رسیده است.